# Secret comercial
Secretele comerciale reprezintă un tip de proprietate intelectuală, care cuprinde formule, tehnici, procese, modele, instrumente, tipare sau culegeri de informații care au valoare economică inerentă, deoarece acestea nu sunt în general cunoscute sau ușor de identificat de către alții, și pentru care titularul ia măsuri necesare pentru a le păstra secrete. În unele jurisdicții, astfel de secrete sunt cunoscute ca informații confidențiale.

## Definiție
Limbajul exact prin care este definit un secret comercial variază în funcție de jurisdicție, la fel ca și tipurile specifice de informații care fac obiectul protecției secretului comercial. Trei factori sunt comuni tuturor acestor definiții:
Un secret comercial reprezintă o informație care
- nu este în general cunoscută publicului;
- conferă un avantaj economic titularului său, deoarece informațiile nu sunt cunoscute public; și
- titularul depune eforturile necesare pentru a o păstra secretă.

În legislația internațională, acești trei factori definesc un secret comercial conform articolului 39 din Agreement on Trade-Related Aspects of Intellectual Property Rights(Acordul privind aspectele comerciale ale drepturilor de proprietate intelectuală), frecvent menționat ca Acordul TRIPS.
În mod similar, în Economic Espionage Act of 1996 (Actul de spionaj economic din 1996) din Statele Unite, „Un secret comercial, conform definiției din 18 U.S.C. § 1839 (3) (A), (B) (1996), este alcătuit din trei elemente: (1) informații; (2) măsuri necesare, luate pentru a proteja informațiile; (3) din care derivă o valoare economică independentă ca rezultat al faptului că nu este cunoscut public".

## Valoare
Secretele comerciale sunt o componentă importantă, dar invizibilă, a proprietății intelectuale (IP) a unei companii. Contribuția lor la valoarea unei companii, măsurată ca și capitalizare de piață, poate fi majoră. Fiind invizibilă, această contribuție este greu de măsurat. Brevetele reprezintă o contribuție vizibilă, dar tardivă și inadecvată pentru inovații interne. Deținerea unui tablou de bord intern oferă o perspectivă asupra costurilor impuse de riscul plecării angajaților pentru a activa în cadrul unei întreprinderi concurente sau pentru a crea astfel de întreprinderi.

## Protecție
Spre deosebire de proprietatea intelectuală înregistrată, secretele comerciale nu sunt, prin definiție, dezvăluite lumii pe larg. În schimb, deținătorii de secrete comerciale urmăresc protejarea informațiilor comerciale secrete de concurență prin instituirea unor proceduri speciale prin care să asigure acest lucru, precum și prin adoptarea unor măsuri de securitate tehnologică și juridică. Protecția juridică include non-disclosure agreements (NDAs) (acorduri de confidențialitate),  clauze privind cedarea drepturilor de autor către angajator și clauze de neconcurență. Cu alte cuvinte, în schimbul unei oportunități de a fi angajat de către deținătorul secretelor, un angajat poate semna acorduri pentru a nu dezvălui informațiile confidențiale ale potențialului angajator, pentru a preda sau atribui angajatorului drepturi de proprietate asupra muncii intelectuale și a produselor de muncă realizate în cursul (sau ca o condiție) de angajare și să nu lucreze pentru o companie concurentă pentru o anumită perioadă de timp (uneori într-o anumită regiune geografică). Încălcarea acordului implică, în general, posibilitatea unor penalități financiare mari care acționează ca un factor de descurajare a dezvăluirii secretelor comerciale. Cu toate acestea, dovedirea unei încălcări a unui acord de confidențialitate de către o fostă parte interesată care lucrează legal pentru un concurent sau care prevalează într-un proces pentru încălcarea unei clauze de neconcurență este foarte greu de dovedit. Deținătorul unui secret comercial poate solicita, de asemenea, acorduri similare din partea altor parteneri cu care colaborează, cum ar fi furnizori, licențiați și membri ai consiliului de administrație.
Întrucât o companie își poate proteja informațiile confidențiale prin acorduri de confidențialitate, clauze privind cedarea drepturilor de autor către angajator și clauze de neconcurență cu părțile implicate (în limitele legislației muncii, inclusiv privind restricțiile rezonabile din punct de vedere geografic și temporal), aceste măsuri contractuale de protecție creează efectiv un monopol perpetuu asupra informațiilor secrete care nu expiră la fel ca un brevet sau un drept de autor. Cu toate acestea, lipsa de protecție formală asociată drepturilor de proprietate intelectuală înregistrate înseamnă că o parte terță, care nu este obligată printr-un acord semnat, nu este împiedicată să duplice și să utilizeze în mod independent informațiile secrete odată ce acestea sunt descoperite, cum ar fi prin inginerie inversă. 

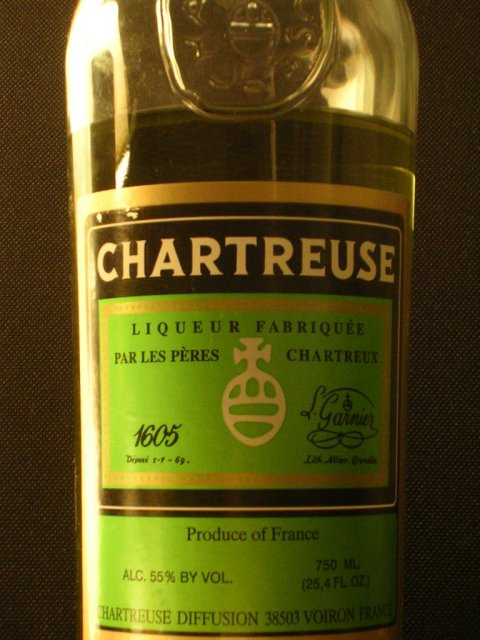
Lichiorul Chartreuse verde protejat de informații confidențiale ale ingredientelor

Prin urmare, secretele comerciale, cum ar fi formulele secrete, sunt adesea protejate prin divulgarea informațiilor cheie doar câtorva persoane de încredere. Exemple celebre de produse protejate de secrete comerciale sunt lichiorul Chartreuse și Coca-Cola.
Deoarece protecția secretelor comerciale poate, în principiu, să se extindă la nesfârșit, poate, prin urmare, și să ofere un avantaj față de protecția brevetelor și alte drepturi de proprietate intelectuală înregistrate, care sunt viabile doar pentru o anumită perioadă de timp. Compania Coca-Cola, de exemplu, nu are brevet pentru formula Coca-Cola și cu toate acestea au fost eficienți în protejarea ei pentru mai mult de 20 de ani, pe care un brevet i-ar fi putut-o oferi. De altfel, Coca-Cola a refuzat să-și dezvăluie secretul comercial sub cel puțin două ordine judecătorești.

## Însușire ilegală
Companiile încearcă adesea să-și descopere secretele comerciale reciproce prin metode legale de inginerie inversă sau prin încălcarea intimității angajaților pe de o parte și prin metode potențial ilegale, inclusiv spionajul industrial, pe de altă parte. Actele de spionaj industrial sunt, în general, ilegale în sine în conformitate cu legile aplicabile relevante, iar sancțiunile pot fi dure. Importanța acestei ilegalități față de legea secretului comercial este: în cazul în care un secret comercial este dobândit prin mijloace necorespunzătoare (un concept mai larg decât „mijloace ilegale”, dar inclusiv astfel de mijloace), atunci secretul este considerat în general ca fiind însușit în mod ilegal . Astfel, dacă un secret comercial a fost dobândit prin spionaj industrial, cel care îl dobândește va fi probabil supus răspunderii legale pentru însușirea acestuia în mod necorespunzător⁠ ⁠- cu toate acestea, titularul secretului comercial este totuși obligat să protejeze secretul împotriva unui astfel de spionaj într-o anumită măsură, la fel ca în majoritatea regimurilor de secret comercial, nu se consideră că există un secret comercial cu excepția cazului în care pretinsul său titular ia măsuri necesare pentru a-i păstra identitatea secretă. 

## Istorie

### Drept roman
Comentatorii, începând cu A. Arthur Schiller, afirmă că secretele comerciale erau protejate de Dreptul roman printr-o lege cunoscută drept actio servi corrupti , descrisă ca o acțiune pentru a corupe un servitor. Dreptul Roman este descris după cum urmează:
Deținătorul roman al unei mărci sau al unui nume de firmă era protejat în mod legal împotriva folosirii nedrepte de către un competitor prin intermediul legii actio servi corrupti... cu ajutorul căreia juriștii romani obișnuiau să acorde ajutoare comerciale sub aparența acțiunilor de drept privat. „Dacă, după cum crede scriitorul (scrie Schiller), variate cazuri de acțiune privată au fost disponibile în vederea satisfacerii nevoilor comerciale, atunci statul a acționat în exact aceeași manieră în care o face și astăzi”.
Sugestia conform căreia secretul comercial își are originile în Dreptul Roman a fost introdusă în Columbia Law Review din 1929,  într-un articol numit „Trade Secrets and the Roman Law: The Actio Servi Corrupti”  („Secretele comerciale și Legea Romană”), ce a fost reprodus în scrierea lui Schiller, An American Experience in Roman Law 1 (1971)  („O experiență americană a Dreptului Roman 1”). Vezi și Trade Secrets and Roman Law: The Myth Exploded („Secretele Comerciale și Dreptul roman: Mitul a explodat”), la 19. Cu toate acestea, profesorul Alan Watson de la Facultatea de Drept din Georgia a susținut în Trade Secrets and Roman Law: The Myth Exploded  că actio servi corrupti nu a fost utilizată pentru protejarea secretelor comerciale p. 19. Ci, mai degrabă, a explicat acesta:
Din păcate, Schiller se înșală cu privire la ceea ce se întâmpla… Posibil sau probabil, actio servi corrupti a putut fi folosită pentru protejarea secretelor comerciale și alte interese comerciale asemănătoare. Însă, nu acesta a fost scopul ei, ci a fost, cel mai probabil, un rezultat secundar accidental. Nu există nici cea mai mică evidență că acțiunea a fost vreodată atât de folosită. În această privință, actio servi corrupti nu este unic. Exact același lucru se poate spune despre multe acțiuni de drept privat, inclusiv cele pentru furt, daunele la proprietate, depozitele și producția de proprietate. Toate acestea puteau fi folosite pentru a proteja secretele comerciale, presupun, însă nu există nicio evidență că ar fi fost astfel. Este bizar să vedem la orice nivel al declarației romane actio servi corrupti un echivalent al legii moderne pentru protecția secretelor comerciale și altor astfel de interese comerciale.

### Secolul al 19-lea
Legea secretului comercial, așa cum este cunoscută în prezent, a apărut pentru prima dată în Anglia în 1817 în Newbery v. James,  și în Statele Unite în 1837 în Vickery v. Welch . În vreme ce acele cazuri implicau primele cauze de acțiune comune cunoscute de lege bazate pe un concept modern a lgilor secretului comercial, nicidecum implicând măsuri provizorii, ci mai degrabă au implicat numai daune. În Anglia, primul caz ce a implicat măsurile provizorii a apărut în 1820 în Yovatt v Winyard, în timp ce în Statele Unite abia în anul 1866 în cazul Tylor v. Blanchard.
Legea secretelor comerciale a continuat să evolueze în Statele Unite ca o combinație a legilor statului. În 1939, Institutul American de Lege a emis Restatement of Torts (Retratarea caracterului delictual ), conținând un rezumat a legilor secretului comercial din toate țările, care a servit drept  resursă primară până în ultima parte a secolului. Cu toate acestea, începând din 2013 doar patru state - Massachusetts, New Jersey, New York, și Texas - mai țin cont de Restatement ca sursă primară de orientare (altele decât corpul jurisprudenței statului) .  De asemenea, recent  a fost teoretizat că doctrina secretelor comerciale ar trebui să protejeze informațiile personale valoroase din punct de vedere concurențial ale directorilor executivi ai companiei, într-un concept cunoscut sub numele de „secrete comerciale executive.”

### La nivel mondial

#### Națiunile Comunităților
În jurisdicțiile de drept comun ale Comunităților Națiunilor, confidențialitatea și secretele comerciale sunt privite ca un drept echitabil, mai degrabă decât ca un drept de proprietate.

##### Anglia și Țara Galilor
În cazul Saltman Engineering Co Ltd v. Campbell Engineering Ltd, Curtea de Apel a Angliei și a Țării Galilor a susținut că acțiunea pentru nerespectarea acțiunilor legislației engleze se bazează pe un principiu de păstrare a „bunei credințe”.
Testul pentru o cauză a acțiunii pentru nerespectarea acțiunilor în lumea dreptului comun este stabilită în cazul lui Coco v. A.N. Clark (Engineers) Ltd:
- Informația însăși trebuie să aibă calitatea necesară de încredere în această privință;
- Informația trebuie să fi fost făcută cunoscută în circumstanțe, împărtășind o obligație de încredere;
- Trebuie să existe și o utilizare neautorizată a acelei informații în detrimentul părții care o comunică.

„Calitatea încrederii” evidențiază că secretele comerciale sunt un concept legal. Prin efort suficient sau acte ilegale (precum intrarea prin efracție), adesea, competitorii pot să obțină secretele comerciale. Totuși, atâta timp cât deținătorul secretului comercial poate demonstra că au fost făcute eforturi rezonabile pentru a păstra informația confidențială, aceasta va rămâne un secret comercial și în același timp, protejat legal. În schimb, deținătorii de secrete comerciale care nu pot să justifice eforturi rezonabile în ceea ce privește informația comercială riscă să piardă secretul comercial, chiar dacă acesta a fost obținut ilegal de competitori. Din același motiv deținătorii de secrete comerciale rup în bucăți documentele și nu le reciclează pur și simplu.
Un reclamant de succes este îndreptățit cu diverse scutiri judiciare, incluzând:
- O ordonanță
- Un cont de profit sau acordarea unor despăgubiri
- O declarație

##### Hong Kong
Hong Kong nu urmărește politica tradițională a Comunităților Naționale, recunoscând în schimb secretele comerciale unde o hotărâre a Înaltei Curți indică faptul că informațiile confidențiale pot fi un drept de proprietate.

#### Uniunea Europeană
UE a adoptat Directive on the Protection of Trade Secrets   (directivă privind protecția secretelor comerciale) la data 27 mai 2016. Obiectivul directivei este de a armoniza definiția secretelor comerciale în conformitate cu standardele internaționale existente și mijloacele de obținere a protecției secretelor comerciale în cadrul UE.

#### Statele Unite
De obicei, în SUA  secretele comerciale înglobează informația de proprietate a unei companii ce nu este în general cunoscută competitorilor săi, și care oferă companiei un avantaj competitiv.
Întrebarea dacă legea brevet a prevenit legea secretelor comerciale a statelor nu a primit răspuns, deși legea secretelor comerciale a evoluat datorită dreptului comun al statului, înainte de 1974. În 1974, Curtea Supremă a Statelor Unite a emis decizia de referință,  Kewanee Oil Co. v. Bicron Corp., care a rezolvat problematica întrebării în favoarea acordării statelor să își dezvolte liber propriile legi ale secretelor comerciale.

##### Lege statală
În 1979 mai multe state din SUA au adoptat Legea Uniformă a Secretelor Comerciale(UTSA), care a fost ulterior amendată în 1985, cu aproximativ 47 de state care au adoptat câteva variații ale acesteia drept bază pentru legea secretului comercial. O altă îmbunătățire signifiantă este Legea privind spionajul economic (SEE) din 1996  (18 U.S.C. § 1831), care face din furtul sau deturnarea unui secret comercial o infracțiune federală.
Această lege conține două prevederi care incriminează două tipuri de activități.
1. 18 U.S.C. § 1831(a), incriminarea furtului de secrete comerciale pentru a beneficia puterile străine.
2. 18 U.S.C. § 1832, incriminarea hoției lor ca având scopuri comerciale sau economice.

Sancțiunile legale sunt diferite pentru cele două fapte. EEA (European Economic Area - Spațiul Economic European) a fost extinsă în 2016 pentru a permite companiilor să depună procese civile la Curtea Federală.

##### Legea federală
Pe 11 mai 2016 președintele Obama a semnat Defend Trade Secret Acts (apărarea secretelor comerciale) (DTSA), 18 USC§§1839 și următoarele, care a creat pentru prima dată o cauză federală de acțiune pentru deturnarea secretelor comerciale. DTSA oferă pentru ambele tipuri de activități un drept privat de acțiune pentru daune și intervenții, cât și o acțiune civilă pentru intervenții, aduse de Procurorul General.
Statutul a urmat legile statului privind răspunderea în mare parte, definind secretele comerciale în aceeași manieră ca și Legea Uniformă a Secretelor Comerciale, după cum urmează:
„toate tipurile de informație financiară, despre afaceri, științifică, tehnică, economică sau inginerească, care includ modele, planuri, compliații, dispozitive program, formule, design-uri, prototipuri, metode, tehnici, procese, proceduri, programe sau coduri, fie ele tangibile sau intangibile și oricum ar fi stocate, compilate, memorializate fizic, electronic, grafic, fotografic; ori în scris dacă (A) deținătorul acestora a luat măsuri rezonabile pentru a păstra astfel de informații secrete și (B) dacă informația denotă valoare economică independentă, actuală sau potențială, de la a nu fi cunoscută la a fi, și nu este ușor de stabilit prin mijloace adecvate, o altă persoană care poate obține valoare economică în urma divulgării sau utilizării informațiilor.
Cu toate acestea, legea conține câteva diferențe semnificative față de cea anterioară.
1. Pentru că este o lege federală, cazurile de secrete comerciale pot fi urmărite penal în instanțe federale, concomitent cu avantaje procedurale.
2. Legea oferă asigurare pentru recursul neobișnuit al sechestrului preliminar al „proprietății necesare pentru a preveni propagarea sau diseminarea secretului comercial”,18 USC §1836
3. Legea are în vedere ca recursurile să includă redevențe în cazuri corespunzătoare și despăgubiri punitive până la de două ori mai mult decât prejudiciile reale în cazurile de apropriere „intenționat și rău-voit”, 18 USC §1836 (b) (3).

De asemenea, DTSA clarifică faptul că un rezident al Statelor Unite (inclusiv o companie) poate fi responsabil pentru însușirea ilegală de secrete comerciale care are loc în afara Statelor Unite, de fapt, orice persoană poate fi responsabilă, atâta timp cât un act în vederea susținerii însușirii ilegale are loc în Statele Unite, 18 USC §1837. DTSA oferă instanțelor putere judecătorească amplă. 18 USC §1836 (b) (3).
DTSA nu previne sau modifică legile statului, însă oferă o cauză de acțiune adițională. Întrucât statele variază semnificativ în ceea ce privește abordarea lor față de doctrina „inevitabilei divulgări”, utilizarea acesteia a fost limitată, iar dacă există, se realizează sub îndrumarea DTSA, 18 USC§1836 (b) (3) (A).

## Comparație cu alte tipuri de drepturi de proprietate intelectuală
În Statele Unite, secretele comerciale nu sunt protejate de lege în aceeași manieră cum sunt brevetele de invenție sau mărcile comerciale. Din punct de vedere istoric, mărcile comerciale și brevetele sunt protejate conform statutelor federale, Lahnam Act și, respectiv, Patent Act, în timp ce secretele comerciale sunt de obicei protejate în conformitate cu legile statului, iar majoritatea statelor au adoptat Uniform Trade Secrets Act (UTSA) ( Legea Uniformă a Secretelor Comerciale), cu excepția Massachusetts, New York, și Carolina de Nord. Cu toate acestea, din 2016  această situație s-a schimbat odată cu adoptarea Defend Trade Secrets Act  (DTSA) (apărarea secretelor comerciale), iar secretele comerciale devin protejabile, de asemenea, și în temeiul unei legi federale. O diferență între brevete și mărci comerciale, pe de o parte, și secrete comerciale, pe de altă parte, este aceea că un secret comercial este protejat numai atunci când deținătorul a luat măsuri rezonabile să îl păzească.( vezi și Format:UnitedStatesCode(3)(A)).

### Comparație cu mărcile comerciale
Fiecare națiune are o politică diferită în ceea ce privește mărcile comerciale. Presupunând că marca în cauză îndeplinește alte standarde de protecție, mărcile comerciale sunt în general protejate de încălcarea drepturilor conferite de înregistrare pe motiv că alte utilizări ar putea deruta consumatorii cu privire la originea sau natura mărfurilor odată ce marca a fost asociată cu un anumit furnizor. Considerații similare se aplică mărcilor de serviciu și imaginilor comerciale. 
Prin definiție, o marcă comercială nu beneficiază de nici o protecție până când nu este făcută publică, deoarece doar atunci consumatorii pot să o asocieze cu un furnizor sau o sursă. (O companie care intenționează să utilizeze o anumită marcă comercială ar putea fi ea însăși protejabilă ca un secret comercial, până când marca este făcută publică).
Pentru a dobândi drepturile unei mărci în conformitate cu legislația S.U.A, trebuie să folosiți marca „în comerț”. Este posibil să înregistrați o marcă comercială în Statele Unite, atât la nivel federal, cât și la nivel de stat. Înregistrarea mărcilor comerciale conferă unele avantaje, inclusiv o protecție mai puternică în anumite privințe. Cu toate acestea, înregistrarea nu este necesară pentru a obține protecție. Aceasta poate fi necesară, însă, atunci când vine vorba de a intenta un proces pentru încălcarea drepturilor conferite de o marcă înregistrată.

### Comparație cu brevetele de invenție
Pentru a dobândi un brevet, trebuie furnizate informații complete despre metodă sau produs la registrul de brevete. După publicare sau emitere, acestea vor fi disponibile tuturor. În momentul în care brevetul expiră, competitorii pot copia produsul sau metoda, în mod legal. Monopolul temporar asupra subiectului brevetului este considerat un compromis deoarece, astfel, se divulgă informații publicului.
Ar putea fi posibilă obținerea protecției pentru un secret comercial prin brevet. Pentru a dobândi un brevet, inventatorul trebuie să prezinte invenția, astfel încât ceilalți vor putea să o folosească. Ca să obții un brevet în Statele Unite, trebuie făcută publică orice preferință pentru modul de utilizare a invenției. Adesea, o invenție va fi îmbunătățită după depunerea cererii de brevet și vor fi cunoscute informații suplimentare. Niciuna din acestea nu trebuie dezvăluită pe parcursul procesului de solicitare a brevetului și, prin urmare, pot fi păstrate ca un secret comercial. Aceste informații confidențiale vor spori adesea viabilitatea comercială a brevetului. Majoritatea licențelor de brevete includ clauze care impun inventatorului să dezvăluie orice secret comercial pe care îl are, iar licențiatorii de brevete trebuie să fie atenți să își păstreze secretele comerciale în timp ce acordă un brevet prin mijloace precum utilizarea unui acord de confidențialitate.
În comparație cu brevetele, avantajele secretelor comerciale constau în faptul că secretul comercial nu este limitat în timp (acesta „este valabil pe termen nelimitat, atâta timp cât secretul nu este dezvăluit publicului”, în timp ce un brevet este în vigoare pe o perioadă determinată, la sfârșitul căreia alții pot copia, în mod liber, invenția), un secret comercial nu implică costuri de înregistrare, are un efect imediat, nu necesită respectarea unor formalități și nu implică divulgarea informațiilor despre invenție publicului. Dezavantajele secretelor comerciale includ că „alte persoane ar putea să descopere, în mod legal, secretul și apoi să aibă dreptul să îl folosească”, „alte persoane pot obține protecția pentru secretele descoperite legal prin brevet”, iar un secret comercial este mai dificil de aplicat decât un brevet. 

## Critici
Reglementările privind secretele comerciale care maschează compoziția agenților chimici din produsele de consum au fost criticate pentru că le permit deținătorilor secretelor comerciale să ascundă prezența substanțelor potențial dăunătoare și toxice. S-a susținut că publicului i se refuză o imagine concretă a siguranței acestor produse, în timp ce concurenții sunt bine poziționați pentru a îi analiza compoziția chimică. În 2004, National Environmental Trust a testat 40 de produse de consum; în mai mult de jumătate dintre aceștia au găsit substanțe toxice nemenționate pe eticheta produsului .

## Cazuri
- Data General Corp. v. Digital Computer Controls, Inc., 297 A.2d 433 (Del. Ch. 1971): protecția și divulgarea documentelor de proiectare.
- Rivendell Forest Prods. v. Georgia-Pacific Corp., 28 F.3d 1042: secrete comerciale și sisteme software.
- IBM v. Papermaster (Nr. 08-9078, 2008 SUA Dist): Mark Papermaster se mută de la IBM la computerul Apple în 2008.
- Du Pont de Nemours and Company v. Kolon Industries Incorporated, Nr. 10-1103, 10-1275. Curtea de Apel SUA pentru al patrulea circuit. Argumentat pe 26 octombrie 2010 - 11 martie 2011 [36]. caz de secrete comerciale care implică fibră de Kevlar, rezultând în acordarea către DuPont de ~ 920 milioane USD[37] [38] [39].
- Silvaco Data Systems v. Intel Corp. a abordat întrebarea dacă deținerea unui cod obiect software poate duce la deturnarea secretelor comerciale
- Christou v. Beatport, LLC a constituit că profilurile MySpace ar putea fi păstrate ca secrete comerciale.